# Motocyklowe Grand Prix Finlandii 1976
Motocyklowe Grand Prix Finlandii 1976 – ósma eliminacja Motocyklowych Mistrzostw Świata, rozegrana 1 sierpnia 1976 na torze Imatra Circuit w Imatra.

## Opis weekendu Grand Prix

### Wyniki 500[2]
| Legenda oznaczeń w tabelach wyników Wyświetl szablon na nowej stronie | Legenda oznaczeń w tabelach wyników Wyświetl szablon na nowej stronie                                                                     |
| Oznaczenie                                                            | Wyjaśnienie |
| --------------------------------------------------------------------- | --- |
| Złoty                                                                 | Zwycięzca lub mistrzostwo |
| Srebrny                                                               | 2. miejsce lub wicemistrzostwo |
| Brązowy                                                               | 3. miejsce lub II wicemistrzostwo |
| Zielony                                                               | Ukończył, punktował (w klasyfikacji generalnej, gdy zdobył co najmniej jeden punkt na przestrzeni sezonu, poza trzema powyższymi opcjami) |
| Niebieski                                                             | Ukończył, nie punktował (w klasyfikacji generalnej, gdy nie zdobył co najmniej jednego punktu na przestrzeni sezonu)                      |
| Czerwony                                                              | Nie zakwalifikował się (NZ) |
| Czerwony                                                              | Nie prekwalifikował się (NPK) |
| Różowy                                                                | Nie ukończył (NU) |
| Różowy                                                                | Niesklasyfikowany (NS) (w klasyfikacji generalnej, gdy nie został sklasyfikowany w żadnym wyścigu sezonu)                                 |
| Czarny                                                                | Zdyskwalifikowany (DK) |
| Czarny                                                                | Wykluczony (WYK/EX) |
| Biały                                                                 | Nie wystartował (NW) |
| Biały                                                                 | Kontuzjowany (K/INJ) |
| Biały                                                                 | Wyścig odwołany (OD/C) |
| Bez koloru                                                            | Został wycofany (WYC/WD) |
| Bez koloru                                                            | Nie przybył (NP/DNA) |
| Bez koloru                                                            | Nie brał udziału w treningach (NT/DNP) |
| Bez koloru                                                            | Nie został zgłoszony (–) |
| Pogrubienie                                                           | Start z pole position |
| Kursywa                                                               | Najszybsze okrążenie wyścigu |
| †                                                                     | Nie ukończył, ale jego rezultat został zaliczony ze względu na przejechanie więcej niż 90% dystansu wyścigu.                              |
| *                                                                     | Sezon w trakcie |
| 1/2/3                                                                 | Punktowana pozycja w sprincie kwalifikacyjnym                                                                                             |
| Lista systemów punktacji Formuły 1                                    | |

#### Wyścig
| Pozycja | Motocyklista      | Motocykl | Czas / Strata | Punkty |
| ------- | ----------------- | -------- | ------------- | ------ |
| 1       | Pat Hennen        | Suzuki   | 48:27,000     | 15     |
| 2       | Tevo Lansivuori   | Suzuki   | +23,000       | 12     |
| 3       | Philippe Coulon   | Suzuki   | +33,400       | 10     |
| 4       | John Newbold      | Suzuki   | +33,800       | 8      |
| 5       | Marco Lucchinelli | Suzuki   | +34,500       | 6      |
| 6       | Dieter Braun      | Suzuki   | +50,800       | 5      |
| 7       | Jack Findlay      | Suzuki   | +1:13,500     | 4      |
| 8       | Christian Estrosi | Suzuki   | +1:58,600     | 3      |
| 9       | Pekka Nurmi       | Yamaha   | ?             | 2      |
| 10      | Karl Auer         | Yamaha   | ?             | 1      |
| NS      | Giacomo Agostini  | Suzuki   | Nie ukończył  |        |

### Wyniki 350[3]

#### Wyścig
| Pozycja | Motocyklista      | Motocykl   | Czas / Strata | Punkty |
| ------- | ----------------- | ---------- | ------------- | ------ |
| 1       | Walter Villa      | Rieju      | ?             | 15     |
| 2       | Dieter Braun      | Morbidelli | ?             | 12     |
| 3       | Tom Herron        | Yamaha     | ?             | 10     |
| 4       | Chas Mortimer     | Yamaha     | ?             | 8      |
| 5       | Bruno Kneubühler  | Yamaha     | ?             | 6      |
| 6       | Gerard Choukroun  | Yamaha     | ?             | 5      |
| 7       | Jonnie Ekerold    | Yamaha     | ?             | 4      |
| 8       | Victor Palomo     | Yamaha     | ?             | 3      |
| 9       | John Dodds        | Yamaha     | ?             | 2      |
| 10      | Patrick Fernandez | Yamaha     | ?             | 1      |

### Wyniki 250[4]

#### Wyścig
| Pozycja | Motocyklista        | Motocykl        | Czas / Strata | Punkty |
| ------- | ------------------- | --------------- | ------------- | ------ |
| 1       | Walter Villa        | Harley-Davidson | 46:45,400     | 15     |
| 2       | Takazumi Katayama   | Yamaha          | +33,900       | 12     |
| 3       | Gianfranco Bonera   | Harley-Davidson | +43,800       | 10     |
| 4       | Penti Korhonen      | Yamaha          | +44,200       | 8      |
| 5       | Tom Herron          | Yamaha          | +49,100       | 6      |
| 6       | Dieter Braun        | Yamaha          | +51,500       | 5      |
| 7       | John Dodds          | Yamaha          | +1:21,800     | 4      |
| 8       | Patrick Fernandez   | Yamaha          | +1:35,500     | 3      |
| 9       | Jean Francois Baldé | Yamaha          | +1:43,300     | 2      |
| 10      | Henk Van Kessel     | Yamaha          | +1:55z500     | 1      |

### Wyniki 125[5]

#### Wyścig
| Pozycja | Motocyklista           | Motocykl   | Czas / Strata | Punkty |
| ------- | ---------------------- | ---------- | ------------- | ------ |
| 1       | Pierpaolo Bianchi      | Morbidelli | 46:27,800     | 15     |
| 2       | Gert Bender            | GB Bender  | +53,500       | 12     |
| 3       | Henk van Kessel        | AGV Condor | +54,500       | 10     |
| 4       | Jean Louis Guignabodet | Morbidelli | +1:11,300     | 8      |
| 5       | Paolo Pileri           | Morbidelli | +1:17,700     | 6      |
| 6       | Stefan Dörflinger      | Morbidelli | +1:44,800     | 5      |
| 7       | Anton Mang             | Morbidelli | +1:47,700     | 4      |
| 8       | Pehr-Edward Carlson    | Morbidelli | +2:14,200     | 3      |
| 9       | Matti Kinnunnen        | Maico      | +2:15,700     | 2      |
| 10      | Eugenio Lazzarini      | Morbidelli | +2:36,900     | 1      |